# Västra Tommarps kyrka
Västra Tommarps kyrka är en kyrkobyggnad i Västra Tommarp cirka 4 km nordväst om Trelleborgs centrum. Den tillhör Hammarlövs församling i Lunds stift.

## Kyrkobyggnaden
Kyrkan uppfördes omkring år 1200 och är byggd i grov flintsten. På 1600-talet gjordes gavlarna på koret och långhuset om och fick en barockliknande stil. På 1800-talet fick tornets tak sin nuvarande utformning.

## Inventarier
Dopfunt är i sandsten och har ett dopfat i tenn tillverkat någon gång på 1600-talet. Nattvardskalken är också den från 1600-talet. 1649 gjordes predikstolen.
Epitafium från 1778 har tetragrammet JHWH.

### Orgel
- 1834 byggde Anders Larsson, Malmö en orgel med 7 stämmor.
- Den nuvarande orgeln byggdes 1890 av Salomon Molander & Co, Göteborg och är en mekanisk orgel. Orgeln har fasta kombinationer.

| Huvudverk I  | Svällverk II      | Pedal   | Koppel  |
| Borduna 16´  | Rörflöjt 8´       | Bihängd | I/P     |
| Principal 8´ | Vox Retusa 8'     |         | II/I    |
| Gedakt 8´    | Salicional 8'     |         | I 4'/I  |
| Gamba 8'     | Flöjt Harmonik 4' |         | II 4'/I |
| Octava 4'    | Crescendosvällare |         |         |
| Trumpet 8'   |                   |         |         |

## Externa länkar

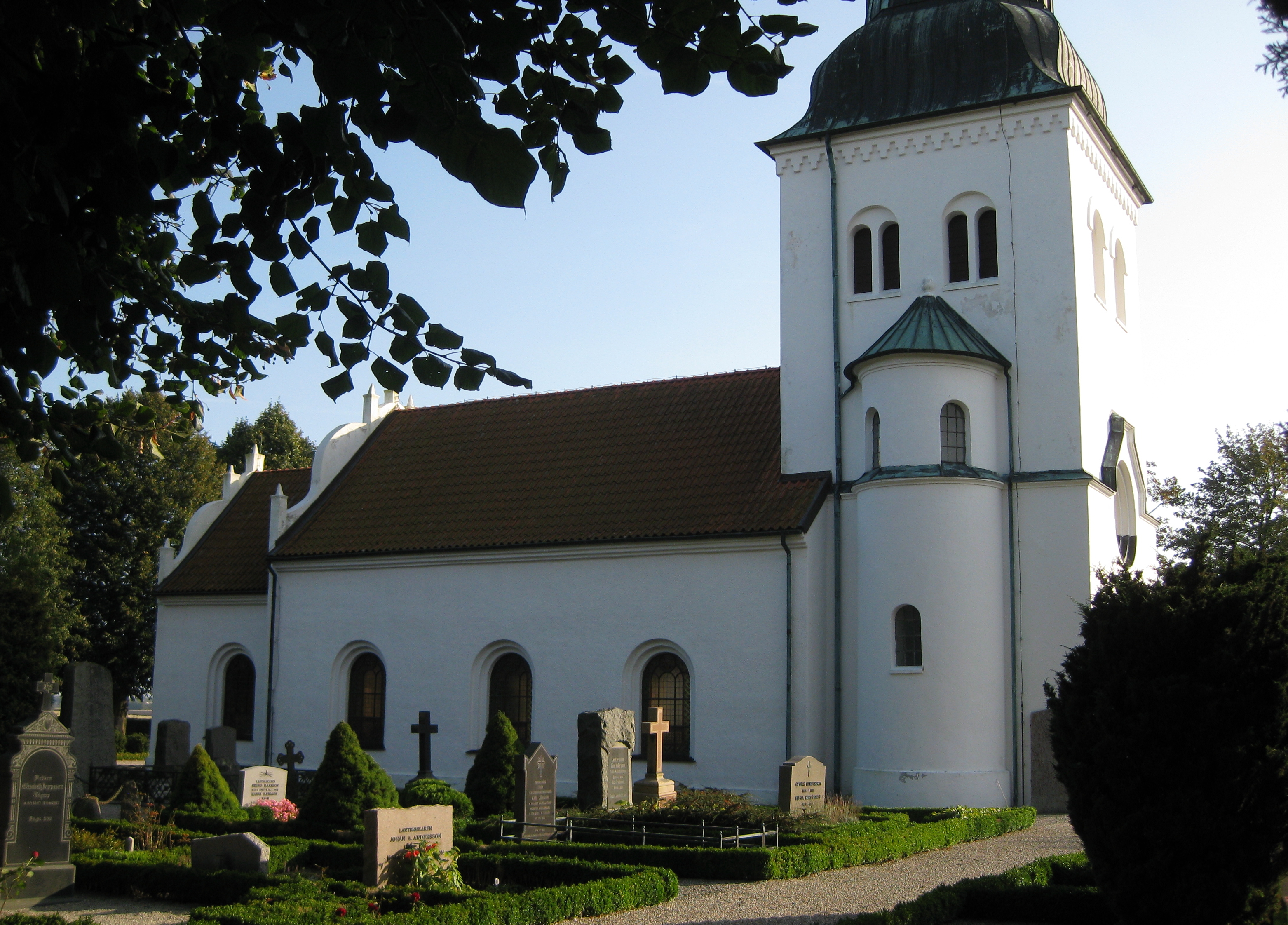
Kyrkan från norr
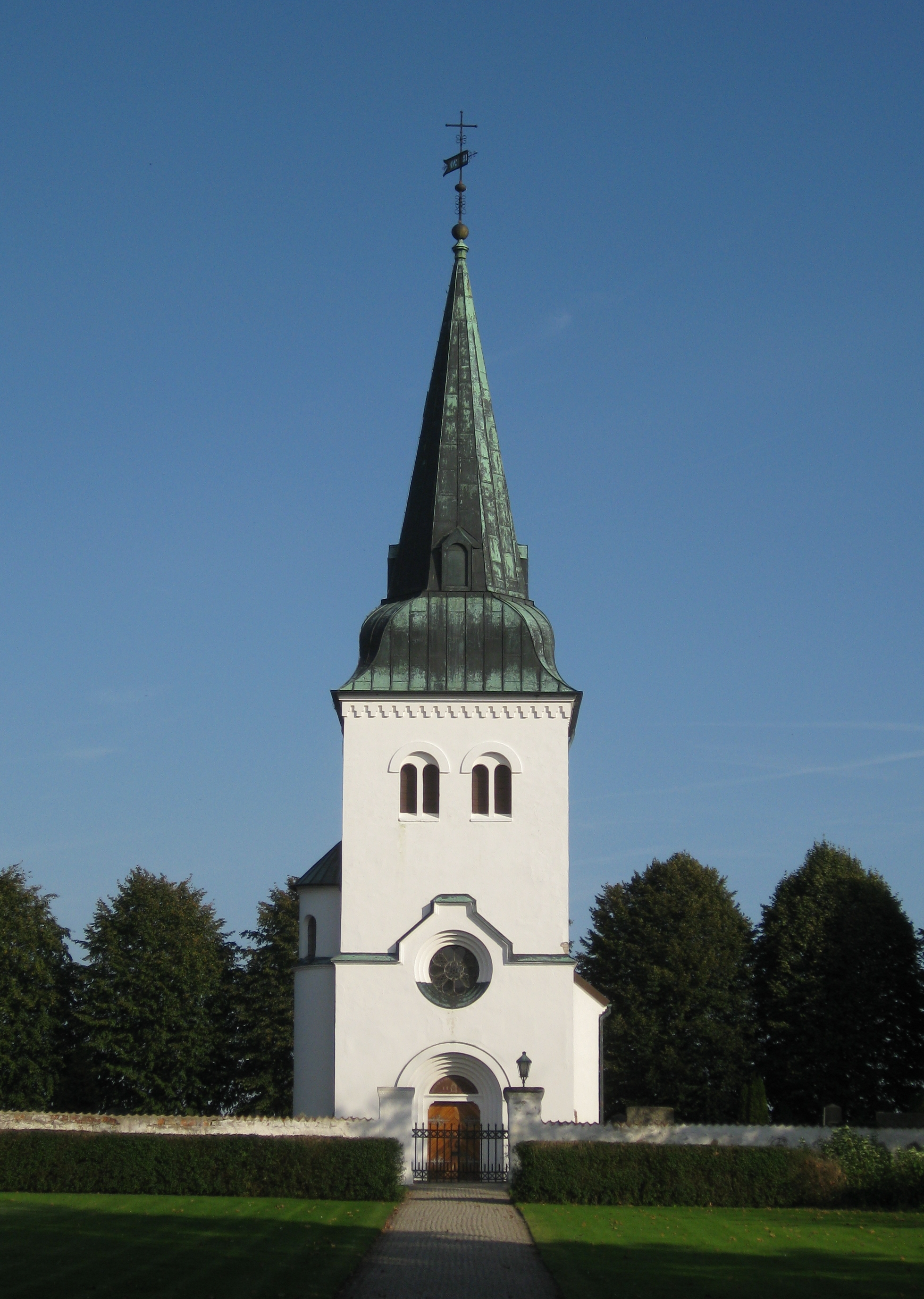
Kyrkan från väster
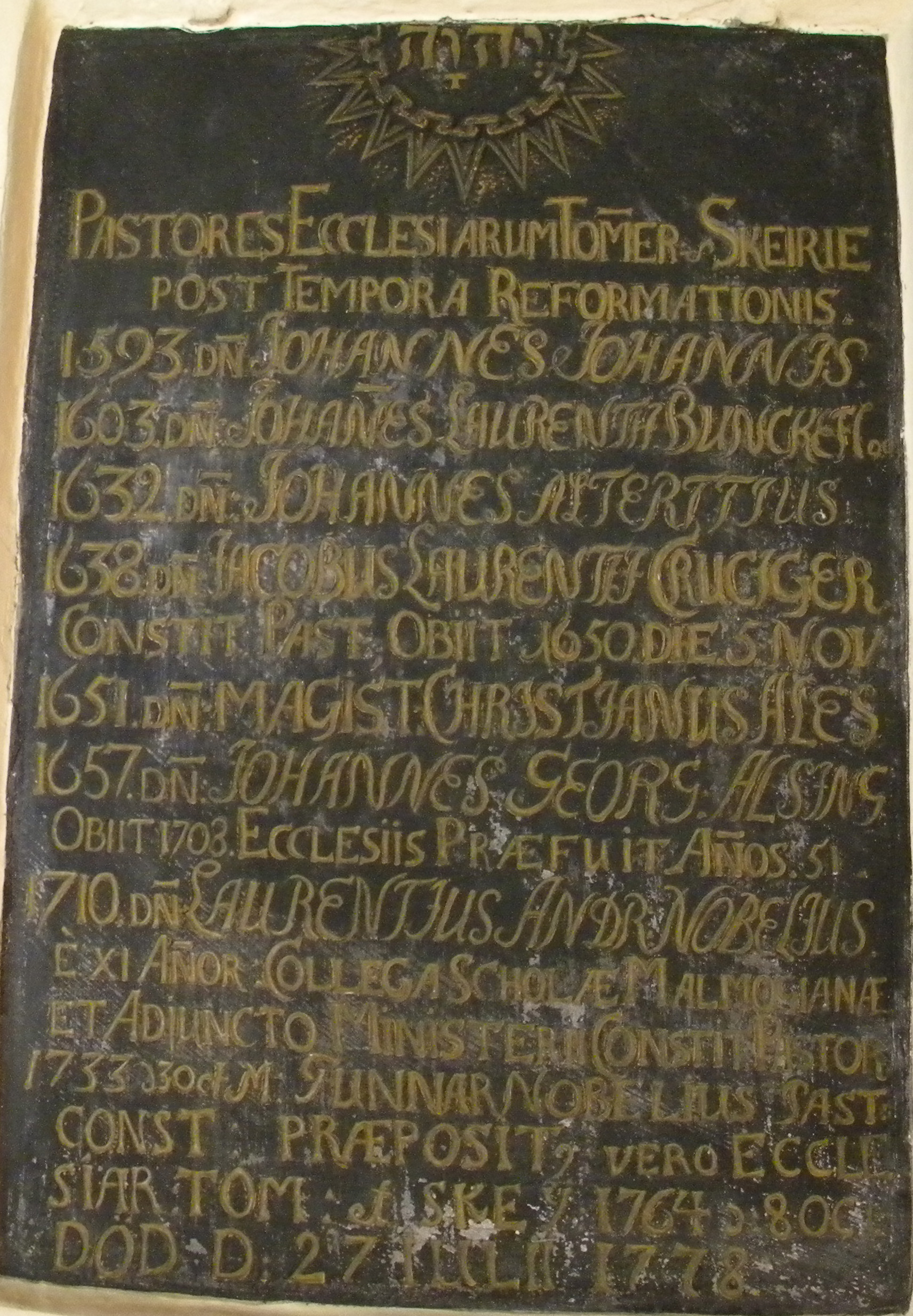
Series Pastorum från 1778 med tetragrammet JHWH i solsymbolen